# Endosperm
Endospermul (din greaca endon = în interior; sperma = sămânță) este un țesutul vegetal nutritiv albuminos de rezervă,  care înconjoară embrionul aflat în dezvoltare din interiorul seminței, folosit de embrion în primele sale stadii de dezvoltare.
Există 2 feluri endosperm: primar și secundar.
- Endospermul primar - prezent în ovulul gimnospermelor este format înaintea fecundației și rezultă din diviziunea repetată a macrosporului, care este haploid
- Endospermul secundar (numit și albumen) -prezent în sămânța plantelor angiosperme – este de obicei triploid și rezultă după fecundația zigotului accesoriu (nucleul central al sacului embrionar).

La semințele endosperme, endospermul rămâne și se mărește; la semințele neendosperme dispare pe măsură ce hrana este absorbită de embrion, în special de cotiledon. Multe plante care au semințe endosperme, cum ar fi cerealele, sunt cultivate pentru rezervele bogate de hrană din endospermă.